# Pedro (Ohio)

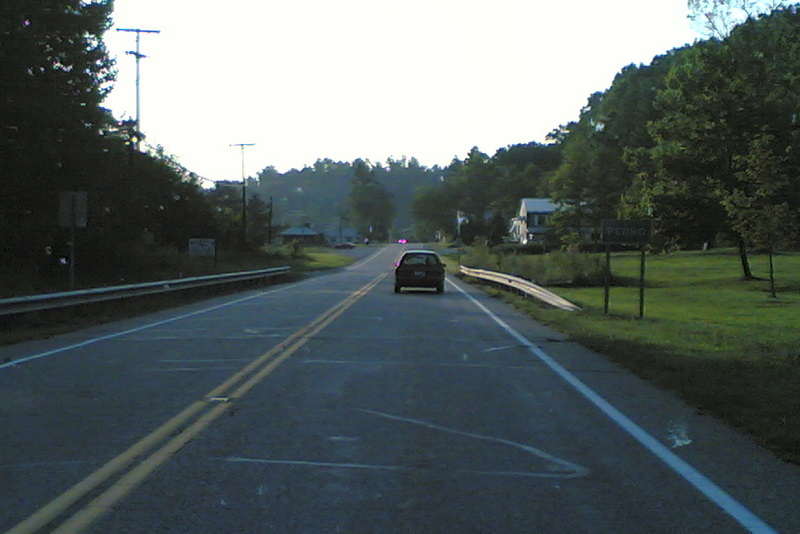
Una vista de Pedro des la ruta estatal d'Ohio 93

Pedro és una comunitat no incorporada al centre d'Elizabeth Township, al comtat de Lawrence, Ohio, Estats Units. Té una oficina de correus amb el codi postal 45659.

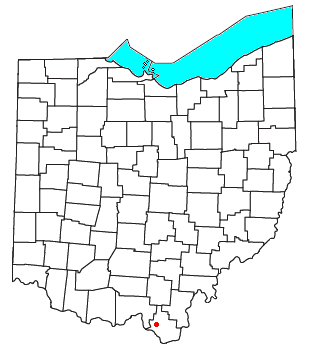
Ubicació de Pedro respecte a Ohio

Els residents de Pedro reben serveis del districte escolar local de Rock Hill i de la biblioteca pública del comtat de Briggs Lawrence a Ironton, amb sucursals a South Point, Chesapeake, Proctorville i Willow Wood.